# أنطونيو فيتالي
أنطونيو فيتالي هو مصمم سويسري، ولد في 1909، وتوفي في 2008.